# Вајнлендски плавац
Вајнлендски плавац (лат. Lepidochrysops bacchus, енгл. Wineland blue) је врста инсекта из реда лептира (Lepidoptera) и породице плаваца (Lycaenidae).

## Опис
Распон крила мужјака вајнлендског плавца је 22–29 mm, а женке 24–30 mm. Лети од септембра до јануара. У току године јавља се једна генерација.
Гусенице се хране биљкама Selago fruticosa и Selago geniculata.

## Распрострањење
Ареал врсте је ограничен на једну државу. Покрајине Јужноафричке Републике Западни и Источни Кејп су једино познато природно станиште врсте.

## Угроженост
Ова врста је на нижем степену опасности од изумирања, и сматра се скоро угроженим таксоном.